# غباله (لبنان)
غباله یک منطقهٔ مسکونی در لبنان است که در استان جبل لبنان واقع شده‌است. غباله ۲٫۷۱ کیلومتر مربع مساحت دارد.